# Hajsynský rajón
Hajsynský rajón (ukrajinsky Гайсинський район) je rajón ve Vinnycké oblasti na Ukrajině. Hlavním městem je Hajsyn a rajón má přibližně 233 tisíc obyvatel.

## Města v rajónu
- Beršaď
- Dašiv
- Hajsyn
- Ladyžyn